# 古市哲太郎
古市 哲太郎（ふるいち てつたろう、1945年10月13日 - ）は、日本の作曲家。北海道出身。血液型はAB型。

## 経歴
NHKみんなのうた「シャッキシャキの転校生」「せんせ ほんまにほんま」を作曲。

## 主な楽曲
- 川崎少年少女合唱団「シャッキシャキの転校生」（作曲）
- 大阪すみよし少年少女合唱団「せんせ ほんまにほんま」（作曲）

| スタブアイコン | サブスタブ | この項目は、まだ閲覧者の調べものの参照としては役立たない、音楽関係者（バンド等）に関連した書きかけの項目です。この項目を加筆・訂正などしてくださる協力者を求めています（P:音楽/PJ:芸能人）。 |